# ترازاوا کاتاتاکا
ترازاوا کاتاتاکا (به ژاپنی: 寺沢堅高) (۱۶۴۷ – ۱۶۰۹ میلادی) یک دایمیو در ولایت هیزن، قلمروی کاراتسو در جنوب ژاپن در دوره ادو و پسر ترازاوا هیروتاکا بود. از سال ۱۶۳۳ به جای پدر دومین دایمیوی قلمروی کاراتسو شد. وی به همراه ماتسوکورا کاتسوایه عاملان بروز شورش شیمابارا ۱۶۳۶ شناخته شده‌اند. پس از فرونشاندن این شورش کاتسوایه گردن زده شد، اما کاتاتاکا مجازات سبک تری که مصادره زمین‌ها و برکناری از شغلش بود را دریافت کرد. کاتاتاکا در سال ۱۶۴۷ خودکشی کرد.